# Patrus Mor Ostathios
Patrus Mor Ostathios (ur. 12 listopada 1963, zm. 20 sierpnia 2022) – duchowny Malankarskiego Syryjskiego Kościoła Ortodoksyjnego, będącego częścią Syryjskiego Kościoła Ortodoksyjnego, od 2010 biskup Singapuru i Bahrajnu.